# U-476
Unterseeboot 476 foi um submarino alemão do Tipo VIIC, pertencente a Kriegsmarine que atuou durante a Segunda Guerra Mundial.

## Comandantes
| Comandante           | Data                                     |
| -------------------- | ---------------------------------------- |
| Oblt. Otto Niethmann | 28 de julho de 1943 - 25 de maio de 1944 |

## Subordinação
Durante o seu tempo de serviço, esteve subordinado às seguintes flotilhas:
| Período                                   | Flotilha                                  |
| ----------------------------------------- | ----------------------------------------- |
| 28 de julho de 1943 - 31 de março de 1944 | 5. Unterseebootsflottille (treinamento)   |
| 1 de abril de 1944 - 25 de maio de 1944   | 3. Unterseebootsflottille (serviço ativo) |